# Mario Tennis: Ultra Smash
Mario Tennis: Ultra Smash (マリオテニス ウルトラスマッシュ Mario Tenisu Urutora Sumasshu?) es un juego de deportes de la serie Mario Tennis diseñado por Camelot Software Planning y distribuido por Nintendo para Wii U. Lanzado internacionalmente en noviembre de 2015, y lanzado en Japón en enero de 2016. El juego recibió críticas negativas de los críticos debido a su falta de contenido.

## Jugabilidad
El juego se juega de manera similar a los juegos anteriores de la serie Mario Tennis.
La probabilidad de disparos, que hizo su debut en Mario Tennis Open, hacen un regreso en el juego, con una nueva técnica llamada Jumpshot. Una nueva característica es la capacidad de utilizar Mega Champiñón para hacer crecer a los personajes para darles una ventaja.

## Modos de juego

### Mega batalla
Este es el modo predeterminado, donde los Mega Champiñones pueden aparecer al azar. Si los jugadores lo logran usar crecerán, aumentando su ataque y defensa. Si se juega de a parejas solo 1 de los 2 podrá usar el Mega Champiñón.

### Tenis Clásico
Este modo es como lo dice su nombre, un tenis clásico, sin Mega Champiñones. Con las opciones se pueden activar otros mecanismos extra como el azar o Jump Shots.

### Knockout Challenge
Este modo reemplaza a los campeonatos de entregas anteriores de Mario Tennis. Como las anteriores entregas este modo trata de desafió entre jugadores y ganar un número consecutivo de veces para ir avanzando donde los oponentes irán aumentando su dificultad. Para ganar este modo tienes que ganar 7 batallas consecutivas, por cada combate superado ganaras monedas que podrás ser cambiadas posteriormente.

### Mega Ball Rally
El único minijuego del juego. Este consiste en que los jugadores deben reunir una pelota grande para la mayor puntuación posible. Cuando el juego termina, los jugadores reciben monedas dependiendo de cuánto se reunieron con la pelota.

### En línea
Este modo permite jugar en línea con otros jugadores, de manera similar a Super Smash Bros. para Nintendo 3DS y Wii U este modo se puede jugar por diversión o se puede jugar un partido competitivo que dependiendo de tu rendimiento y resulta iras ganando o perdiendo puntos en la clasificación. En este modo se puede jugar tanto Tenis Clásico como Mega Batalla o un partido ajustable.

## Personajes jugables
- Mario
- Luigi
- Toad
- Yoshi
- Peach
- Daisy
- Princesa Rosalina (Estela en España)
- Bowser
- Boo
- Wario
- Waluigi
- Donkey Kong
- Toadette
- Princesa Hada (Princesa Hadina en Hispanoamérica)
- Bowser Jr. (Bowsy en España)
- Bowsitos

- Datos: Q20141656